# Henry Garde
Henry Garde (* 27. September 1899 in Bremen; † 27. Oktober 1977 in Wildeshausen) war ein deutscher Maler und Grafiker.

## Biografie
Garde absolvierte von 1914 bis 1917 eine Lehre als Lithograph bei Carsten Suhling und besuchte die Handwerker- und Fortbildungsschule bei Adolf Scharfschwerdt und Kunstgewerbeschule in Bremen. Bis 1918 war er dann im Ersten Weltkrieg Soldat an der Westfront, 1918/19 arbeitete er dann als Handwerkszeichner bei zwei Bremer Firmen.
1920 besuchte er wieder die Kunstgewerbeschule Bremen und studierte bei Alphons Maria Frieling, Erich Kleinhempel und Ernst Müller-Scheessel. Mit einem Stipendium von zwei Bremer Stiftungen konnte er vier Semester an der Akademie für Buchgewerbe und Graphik in Leipzig studieren. Wirtschaftliche Schwierigkeiten zwangen ihn allerdings zur Rückkehr nach Bremen, wo er wieder in einer Anstellung arbeitete. Hier lernte er den Kaffeehändler und Kunstmäzen Ludwig Roselius kennen und freundete sich mit Heinrich Vogeler und Christian Arnold an.
Anfang der 1920er Jahre arbeitete er für Roselius’ Firma Kaffee Hag, wo er 1933 Chefgrafiker der Werbeabteilung wurde. Mit der Machtergreifung der Nationalsozialisten wurde er als Künstler verfolgt und 1937 von der Geheimen Staatspolizei verhaftet, weil er Mitglied der Kommunistischen Partei war. Im gleichen Jahr verlor er seine Anstellung bei Kaffee HAG.
Von 1939 bis 1945 diente er als Soldat. Nach Kriegsende war Garde als Grafiker für die Teefirma Bünting in Leer (Ostfriesland) tätig, 1947 erfolgte die Übersiedlung nach Wildeshausen. Hier war Garde bis 1954 auch als Galerist tätig und zeigte Arbeiten von Ernst von Glasow, Willi Oltmanns und Heinrich Schwarz. 1956 gründete er die Junge Gruppe Worpswede, die sich 1959 wieder auflöste.

## Werk
Zunächst vom Expressionismus beeinflusst, wandte sich Garde um 1930 der Neuen Sachlichkeit zu. In der Spätzeit entstanden zahlreiche Arbeiten mit heimatlichen Motiven. Außerdem entstanden Porträtserien bekannter Persönlichkeiten.

## Ausstellungen
- 1954: Paula Modersohn-Becker Museum (Museen Böttcherstraße)[4]
- 1955: Kunstwerk am Bau, Neues Forum[4]
- 1957: Jahres-Ausstellung 1957, Neues Forum[4]
- 1957: Bremer Künstlerbund, Museen Böttcherstraße[4]
- 2010: Wildeshausen[5]
- 2011: Junge Gruppe Worpswede – Wege in die Abstraktion, Große Kunstschau Worpswede